# Kalkuppi, Sampgaon
Kalkuppi là một làng thuộc tehsil Sampgaon, huyện Belgaum, bang Karnataka, Ấn Độ.